# Пасуш-де-Брандан
Пасуш-де-Брандан (порт. Paços de Brandão; МФА: [ˈpa.suʒ dɨ bɾɐ̃.ˈdɐ̃w]) — парафія в Португалії, у муніципалітеті Санта-Марія-да-Фейра. Розташована в західній частині країни, на теренах історичної португальської провінції Бейра. Входить до складу округу Авейру. За адміністративним поділом, чинним до 1976 року, терени парафії були складовою провінції Берегове Дору. Належить до Авейрівської діоцезії Католицької церкви. Патрон — святий Кипріан. Площа — 3,5562 км². Населення — 4867 ос. (2011). Середньо урбанізований регіон. Густота населення — 1368,6 осіб/км²
. Код — 010919.

## Географія

Санта-Марія-да-Фейра (2013)
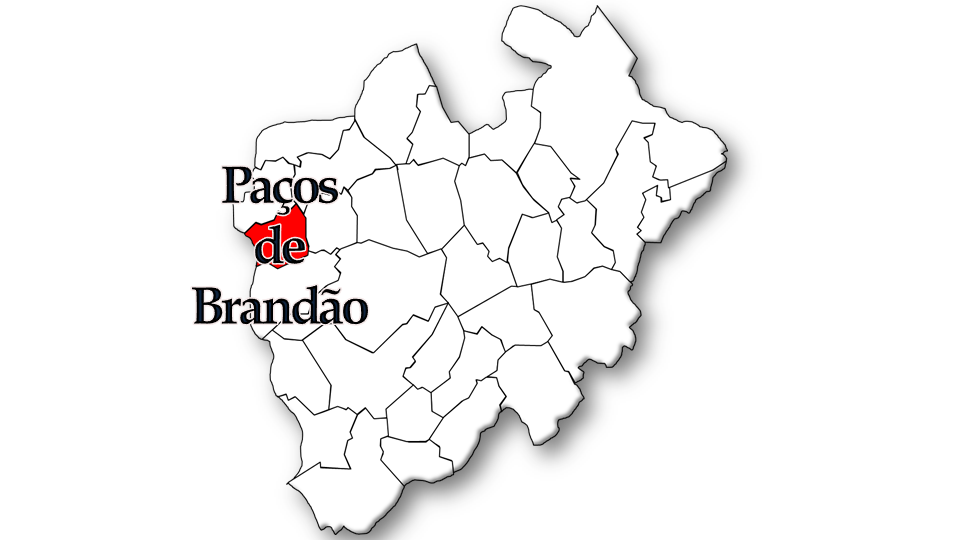
Пасуш-де-Брандан

## Населення
| Кількість мешканців | Кількість мешканців | Кількість мешканців | Кількість мешканців | Кількість мешканців | Кількість мешканців | Кількість мешканців | Кількість мешканців | Кількість мешканців | Кількість мешканців | Кількість мешканців | Кількість мешканців | Кількість мешканців | Кількість мешканців | Кількість мешканців |
| ------------------- | ------------------- | ------------------- | ------------------- | ------------------- | ------------------- | ------------------- | ------------------- | ------------------- | ------------------- | ------------------- | ------------------- | ------------------- | ------------------- | ------------------- |
| 1864                | 1878                | 1890                | 1900                | 1911                | 1920                | 1930                | 1940                | 1950                | 1960                | 1970                | 1981                | 1991                | 2001                | 2011                |
| 857                 | 1 004               | 1 100               | 1 241               | 1 516               | 1 607               | 1 896               | 2 405               | 2 749               | 3 474               | 4 300               | 4 472               | 4 469               | 4 590               | 4 867               |